# Dieter Mersch
Dieter Mersch (* 24. März 1951 in Köln) ist ein deutscher Philosoph, Medienwissenschaftler und Hochschullehrer.

## Leben
Dieter Mersch studierte Mathematik und Philosophie an der Universität zu Köln und der Universität Bochum. Er arbeitete von 1983 bis 1994 als Dozent für Wirtschaftsmathematik an der Universität zu Köln und an der Fachhochschule Köln.
Er wurde 1992 mit einer Dissertation in Philosophie über die Semiotik, Rationalität und Rationalitätskritik bei Umberto Eco an der Technischen Universität Darmstadt zum Dr. phil. promoviert. Danach war er bis 1997 freier Autor für verschiedene öffentlich-rechtliche Rundfunkanstalten. Von 1997 bis 2000 war er Wissenschaftlicher Mitarbeiter an der TU Darmstadt. Mersch habilitierte sich 2000 in Philosophie mit der Schrift Materialität, Präsenz, Ereignis. Untersuchungen zu den Grenzen des Symbolischen. Von 2001 bis 2004 war er Gastprofessor für Kunstphilosophie an der Muthesius Kunsthochschule Kiel. Von 2004 bis 2013 hatte er einen Lehrstuhl für Medienwissenschaft an der Universität Potsdam inne. Seit 1. Oktober 2013 war Mersch Leiter des Instituts für Theorie (ith) der Zürcher Hochschule der Künste, inzwischen ist er emeritiert.
Dieter Mersch ist Mitglied der Deutschen Gesellschaft für Semiotik (im Vorstand aktiv), der Deutschen Gesellschaft für Philosophie, der Deutschen Gesellschaft für Ästhetik, der Gesellschaft für Musik und Ästhetik (Freiburg) und der Deutsch-Ungarischen Gesellschaft für Philosophie. Zudem ist er Beiratsmitglied der Zeitschrift für Kulturphilosophie. Seine Arbeitsschwerpunkte befinden sich in den Gebieten Medien-, Kunst- und Sprachphilosophie, Philosophie des 19. und 20. Jahrhunderts sowie Semiotik und Ästhetik.

## Schriften (Auswahl)
- Gespräche über Wittgenstein. Passagen Verlag, Wien 1991, ISBN 3-900767-66-1.
- Umberto Eco zur Einführung. Junius Verlag, Hamburg 1993, ISBN 3-88506-890-7 (zugleich Dissertation, TU Darmstadt, 1992).
- Welten im Kopf. Profile der Gegenwartsphilosophie. Rotbuch Verlag, Hamburg 1996, ISBN  	978-3-88022-367-7 (zusammen mit Ingeborg Breuer und Peter Leusch).
- Zeichen über Zeichen. dtv, München 1998, ISBN 3-423-30653-X (als Herausgeber).
- Was sich zeigt. Materialität, Präsenz, Ereignis. Wilhelm Fink Verlag, München 2002. ISBN 3-7705-3622-3 (zugleich Habilitation, TU Darmstadt, 2000).
- Ereignis und Aura. Untersuchungen zu einer Ästhetik des Performativen. Suhrkamp, Frankfurt am Main 2002, ISBN 3-518-12219-3.
- Kunst und Medium. Zwei Vorlesungen. Kiel 2003 (= Diskurs und Gestalt III, Schriftenreihe der Muthesius-Hochschule).
- Die Medien der Künste. Beiträge zur Theorie des Darstellens, Wilhelm Fink Verlag, München 2003, ISBN 3-7705-3788-2 (als Herausgeber).
- Performativität und Praxis. Wilhelm Fink Verlag, München 2003, ISBN 3-7705-3924-9 (zusammen mit Jens Kertscher; als Herausgeber).
- Medientheorien zur Einführung. Junius Verlag, Hamburg 2006, ISBN 978-3-88506-618-7.
- Posthermeneutik. Akademie-Verlag, Berlin 2010, ISBN 978-3-05-004694-5.
- Epistemologien des Ästhetischen. diaphanes, Zürich/Berlin 2015, ISBN  978-3-037347461.